# Grünschlößle
Das Grünschlößle war ein im Jahr 1559 als Kronschelldorf genanntes Bürgergut in Schelldorf, einem Ortsteil Sankt Mangs, der 1972 zu Kempten (Allgäu) eingemeindet wurde. Das Objekt ist als Bodendenkmal verzeichnet.
Im Jahr 1601 besaß die Reichsstadt Kempten das Steuerrecht und die Niedergerichtsbarkeit über Grünschlößle. 1748 war der Gutshof im Besitz des Kemptener Handelsherrn Johann Christoph Bogner.
Das Gut wurde im 18. Jahrhundert erneuert, für das Jahr 1800 ist in dem Schlößle ein Ball des Stadtrats von Kempten zu Ehren des französischen Kommandanten überliefert. 1836 übernahm das Bauwerk ein Schweizer mit dem Namen Griott. Es brannte im Jahr 1851 fast völlig ab. Es blieb nur noch die Hofeinfassung, bestehend aus vier Pfeilern des 18. Jahrhunderts, erhalten.